# The Amazing Transparent Man
The Amazing Transparent Man is een Amerikaanse B-sciencefictionfilm uit 1960, met in de hoofdrol Marguerite Chapman. De regie van de film was in handen van Edgar G. Ulmer.

## Verhaal
Paul Krenner, een voormalige majoor, dwingt de wetenschapper Peter Ulof om een techniek te ontwikkelen waarmee mensen middels straling onzichtbaar gemaakt kunnen worden. Hij wil deze techniek verkopen aan de hoogste bieder daar ieder leger zo’n wapen zal willen hebben.
Om te zorgen dat hij aan genoeg radium overhoudt voor de experimenten, helpt hij de crimineel Joey Faust ontsnappen uit de gevangenis en dwingt hem deel te nemen aan de eerste test. De test slaagt, en Joey wordt onzichtbaar. Paul wil dat Joey zijn onzichtbaarheid gebruikt om meer radium te stelen, maar Joey heeft zo zijn eigen plannen. Al gauw begint hij zijn onzichtbaarheid te gebruiken om een misdaadgolf te plegen.

## Rolverdeling
| Acteur             | Personage            |
| ------------------ | -------------------- |
| Marguerite Chapman | Laura Matson         |
| Douglas Kennedy    | Joey Faust           |
| James Griffith     | Maj. Paul Krenner    |
| Ivan Triesault     | Dr. Peter Ulof       |
| Boyd 'Red' Morgan  | Julian               |
| Carmel Daniel      | Maria Ulof           |
| Edward Erwin       | Drake                |
| Jonathan Ledford   | Smith                |
| Norman Smith       | Security guard       |
| Patrick Cranshaw   | Security guard       |
| Kevin Kelly        | Woman                |
| Dennis Adams       | State Police officer |
| Stacy Morgan       | State Police officer |

## Achtergrond
Deze film werd tegelijk opgenomen met Beyond the Time Barrier. De gecombineerde filmtijd voor beide films was amper twee weken. De film werd later bespot in een aflevering van de cultserie Mystery Science Theater 3000.
De film heeft veel negatieve reacties ontvangen, vooral vanwege het lage budget. Tegenwoordig bevindt de film zich in het publiek domein.